# Ghimbav
Ghimbav [ˈgimbav] (deutsch Weidenbach, siebenbürgisch-sächsisch Wedjebich, ungarisch Vidombák) ist eine Stadt im Kreis Brașov in Rumänien.

## Geographische Lage

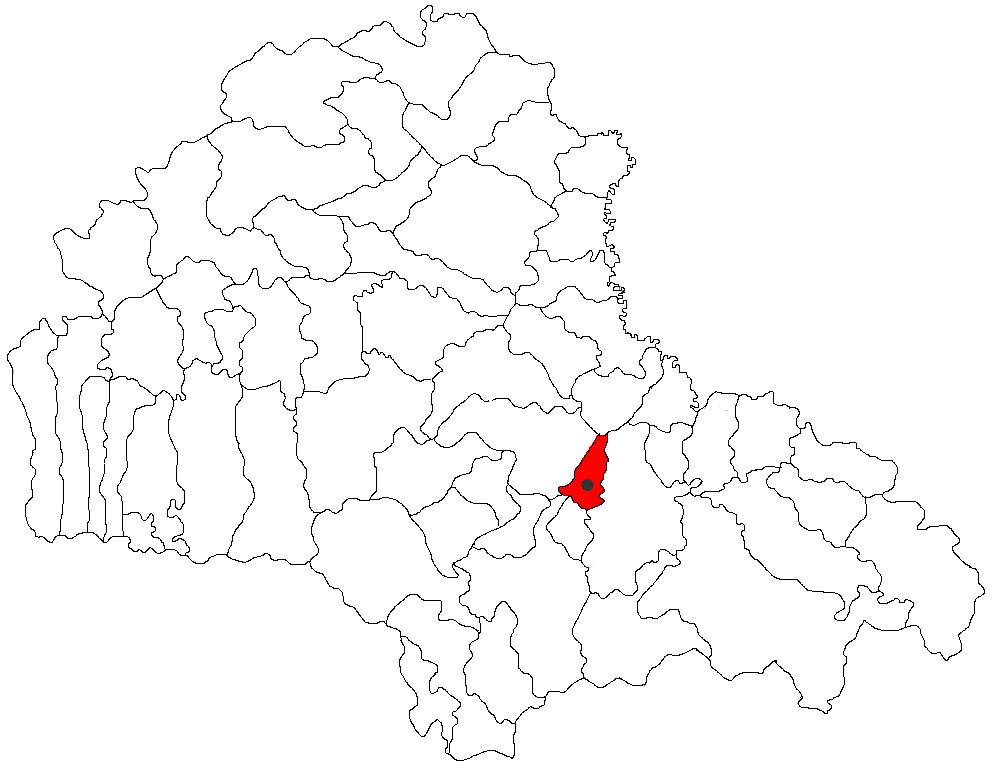
Ghimbav im Kreis Brașov

Altes Wappen von Ghimbav (Weidenbach, Vidombák)

Ghimbav liegt im Südosten Siebenbürgens am Bach Ghimbășel – ein rechter Nebenfluss der Bârsa (Burzen) – in der Mitte des Burzenlandes, und an der Europastraße 68. Die Kreishauptstadt Brașov (Kronstadt) befindet sich etwa sieben Kilometer östlich. Ghimbav besitzt einen Bahnhof an der Bahnstrecke Brașov–Făgăraș. Es bestehen Busverbindungen nach Brașov und nach Codlea (Zeiden).

## Geschichte
Weidenbach wurde im Jahr 1342 erstmals urkundlich erwähnt. Es war vermutlich eine Gründung deutscher Siedler. Seit 1422 gehörte Weidenbach – wie das gesamte Burzenland – zum Königsboden. Seine Bewohner waren über mehrere Jahrhunderte überwiegend Siebenbürger Sachsen.
In seiner Geschichte wurde Weidenbach mehrfach weitgehend zerstört; so 1422 und 1658 durch Türkeneinfälle, 1469 und 1586 durch Feuerkatastrophen, 1599 durch Truppen des walachischen Fürsten Michaels des Tapferen, 1602 durch Soldaten der habsburgischen Truppen Giorgio Bastas und 1611 durch den siebenbürgischen Fürsten Gabriel Báthory. Nach der Verwüstung und Entvölkerung im Jahre 1422 erließ König Sigismund dem Ort für zehn Jahre die Steuern, um den Zuzug neuer Bewohner zu fördern.
Nachdem der Ort bis zum Ende des Ersten Weltkrieges zum Königreich Ungarn, zum Fürstentum Siebenbürgen bzw. zu Österreich-Ungarn gehört hatte, ist es seitdem ein Teil des Staates Rumänien.
2002 wurde Ghimbav zur Stadt erklärt.

## Wirtschaft
Anfang des 20. Jahrhunderts siedelten sich die ersten Industriegebiete (eine Papierfabrik, eine Kammgarnspinnerei und eine Furnierfabrik) an. Nach dem Zweiten Weltkrieg kamen die Textil- und die Luftfahrtindustrie sowie ein Flugplatz hinzu. Ab 2002 wurde ein Joint Venture von Întreprinderea Aeronautică Română mit dem Mehrheitseigner Airbus Helicopters in Ghimbav in der Hubschrauber-Instandhaltung tätig.
Ab 2008 wurde am Stadtrand der alte Flugplatz zum internationalen Flughafen Brașovs ausgebaut, der am 15. Juni 2023 den Betrieb aufgenommen hat. Anfang 2011 nahm der Flugzeugteilebauer Premium Aerotec in Ghimbav die Produktion auf.

## Bevölkerung
Wie bereits erwähnt, war Weidenbach lange Zeit ein vorwiegend von Siebenbürger Sachsen bewohntes Dorf. Im Ort lebten im Jahr 1510 133 Hauswirte, sechs Hirten, ein Müller und je ein Amtsdiener, Glöckner und Schulmeister.
Erst ab dem 18. Jahrhundert, nachdem der Ort die Pestepidemie überstanden hatte, verdreifachte sich die Zahl der Wohnhäuser im Jahre 1898 auf 336, von denen 206 von Siebenbürger Sachsen bewohnt waren.
Bei der Volkszählung 1850 wurden 1163 Einwohner erfasst, davon 815 Deutsche, 225 Rumänen und 123 Roma. Nach dem Zweiten Weltkrieg (1893 Bewohner im Jahr 1941) nahm die Bevölkerungszahl stark zu, obwohl die Anzahl der deutschen Bewohner durch Auswanderung immer geringer wurde. Ursache war vor allem der Zuzug vieler Rumänen aus der Moldau. Im Jahr 2002 bezeichneten sich von den damals 5112 Bewohnern der Stadt 4795 als Rumänen, 237 als Magyaren, 56 als Deutsche, 13 als Roma und 11 als Angehörige anderer Nationalitäten.
Im Jahre 2009 wurden noch 72 Mitglieder der evangelischen Gemeinde gezählt (Siebenbürger Sachsen).

## Sehenswürdigkeiten

### Sächsische Kirchenburg
Die Evangelische Kirche, ehemals Petrus geweiht, ist eine Pfeilerbasilika mit westlichem Glockenturm und östlichem, polygonal geschlossenem Chor. Das Mittelschiff reicht noch teils bis in die romanische Zeit (13. Jahrhundert) zurück, die dortigen Gewölbe wurden 1775 erneuert. Aus gotischer Zeit (14./15. Jahrhundert) sind Seitenschiffe, Glockenturm (teilweise 13. Jh.) und Chor. An der Südseite des Chorpolygons gibt es einen Levitenstuhl, der wegen seiner Ähnlichkeit mit dem in Weingartskirchen um 1470 datiert wird. Die 16 Register-Orgel, welche zuerst im Chor aufgestellt war, wurde später auf die Westempore (1775) versetzt. Erbaut wurde sie 1786 von Meister Johannes Pause, der auch die Anlagen u. a. in Bistritz, Felmer, Keisd, Reichesdorf, Râsnov und Zeiden errichtete. 1848 fertigte Heinrich Pop (aus Brasov) den klassizistische Hochaltar mit ädikulaartigem Retabel und segnender Christusfigur.
Im 15. Jahrhundert wurde die Anlage zur Kirchenburg umgebaut, erhielt eine ringförmige Wehrmauer mit sieben Türmen, Zwinger und innen an die Mauer ursprünglich angebauten Vorratshäuser (um 1940 weitgehend abgebrochen). Die Wehrmauer hatte einstmals einen Abschluss mit Wehrerkern und ein mächtiges südöstliches Torhaus mit Zugbrücke, vergleichbar dem in Hărman und Prejmer, sowie ein vom Weidenbach gespeisten Wassergraben. 1876 wurde das Torhauses durch das neue Rathaus ersetzt. Die Wehranlagen sind in den letzten Jahrzehnten teilweise verfallen. 1456 kam es zu einer erfolglosen Belagerung der Kirchenburg durch Vlad Țepeş, 1599 durch Michael dem Tapferen, 1611 durch Radu Șerban. 1658 wurde die Kirchenburg von Tataren eingenommen und stark verwüstet. Von der anschließenden Wiederherstellung stammen die Gewölbe in den Chorflankenräumen.

### Rumänische Kirche
In Ghimbav gibt es darüber hinaus eine neue, 2009 fertiggestellte orthodoxe Kirche mit vergoldetem Dach (einzigartig in Rumänien), an der Verbindungsstraße nach Cristian (Neustadt).

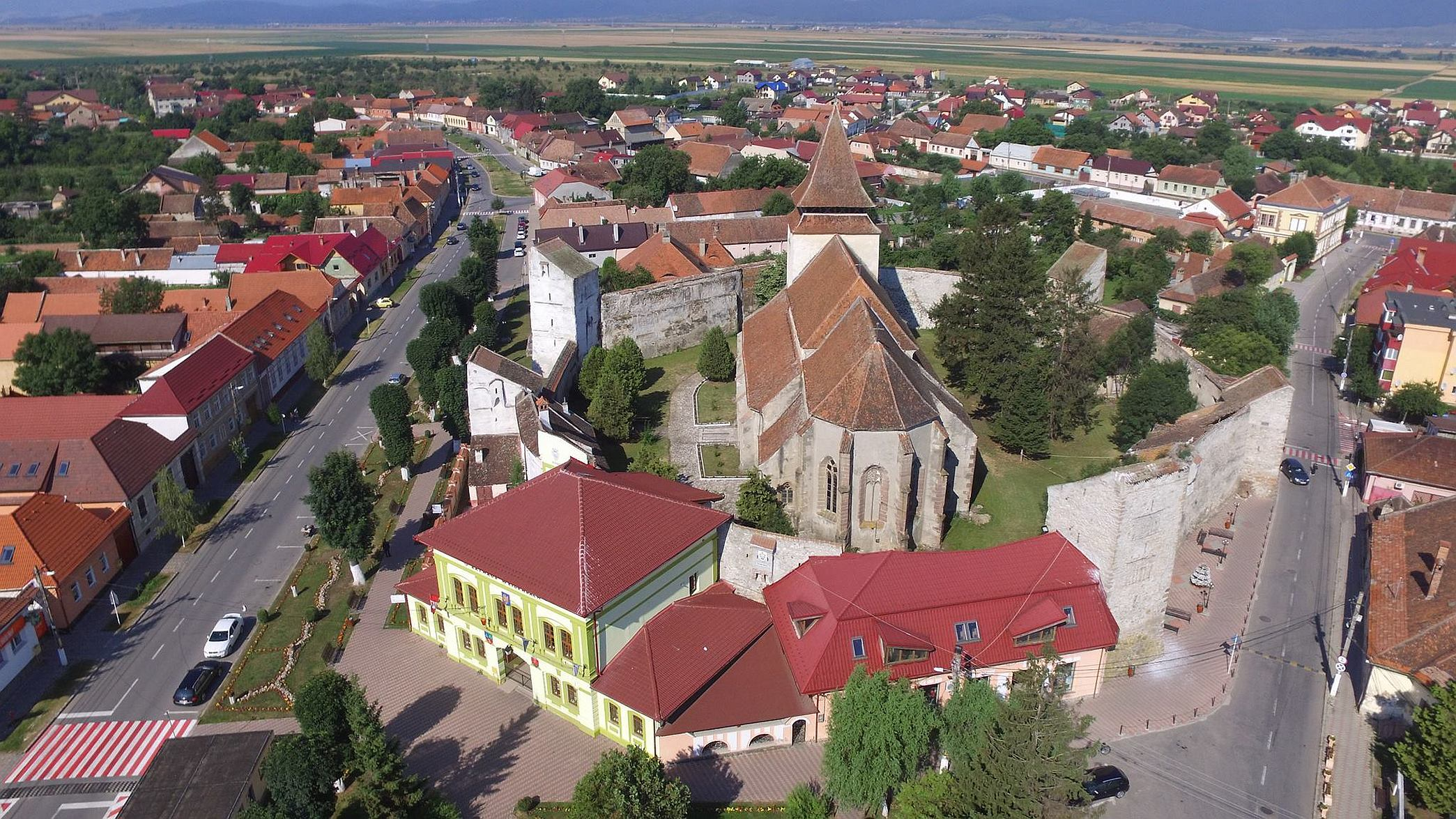
Blick auf Ghimbav
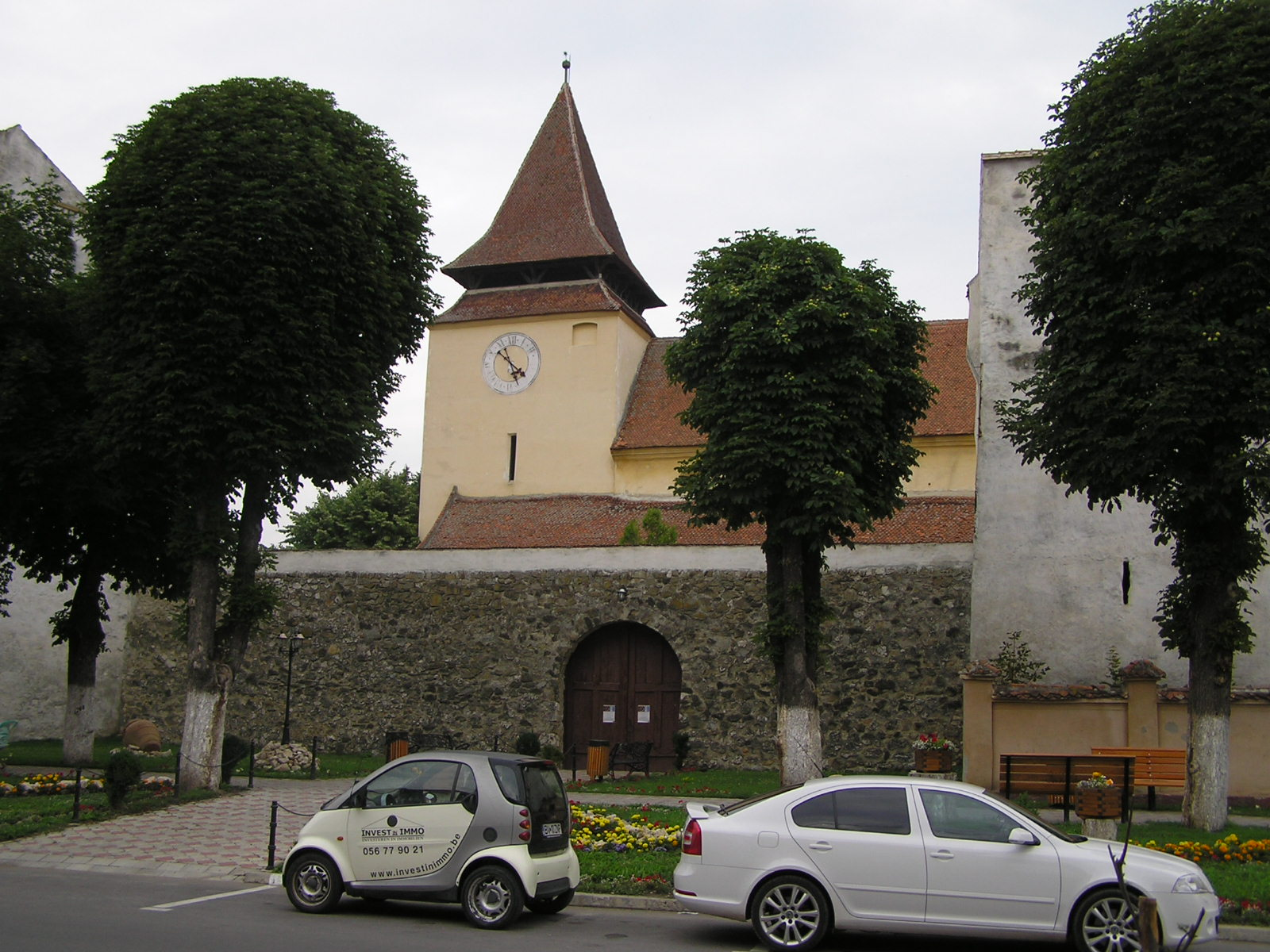
Evangelische Kirchenburg
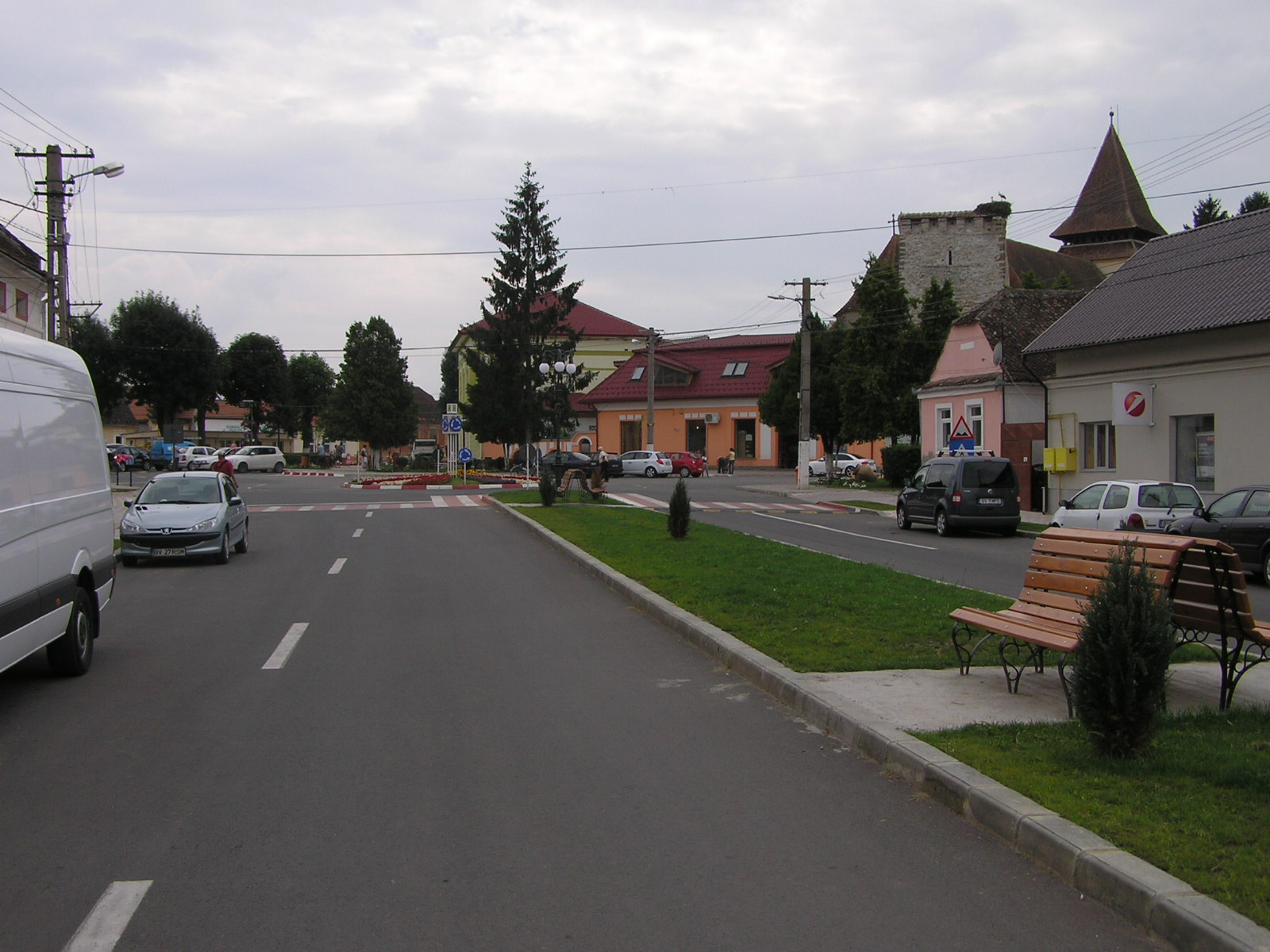
Zentrum mit Rathaus
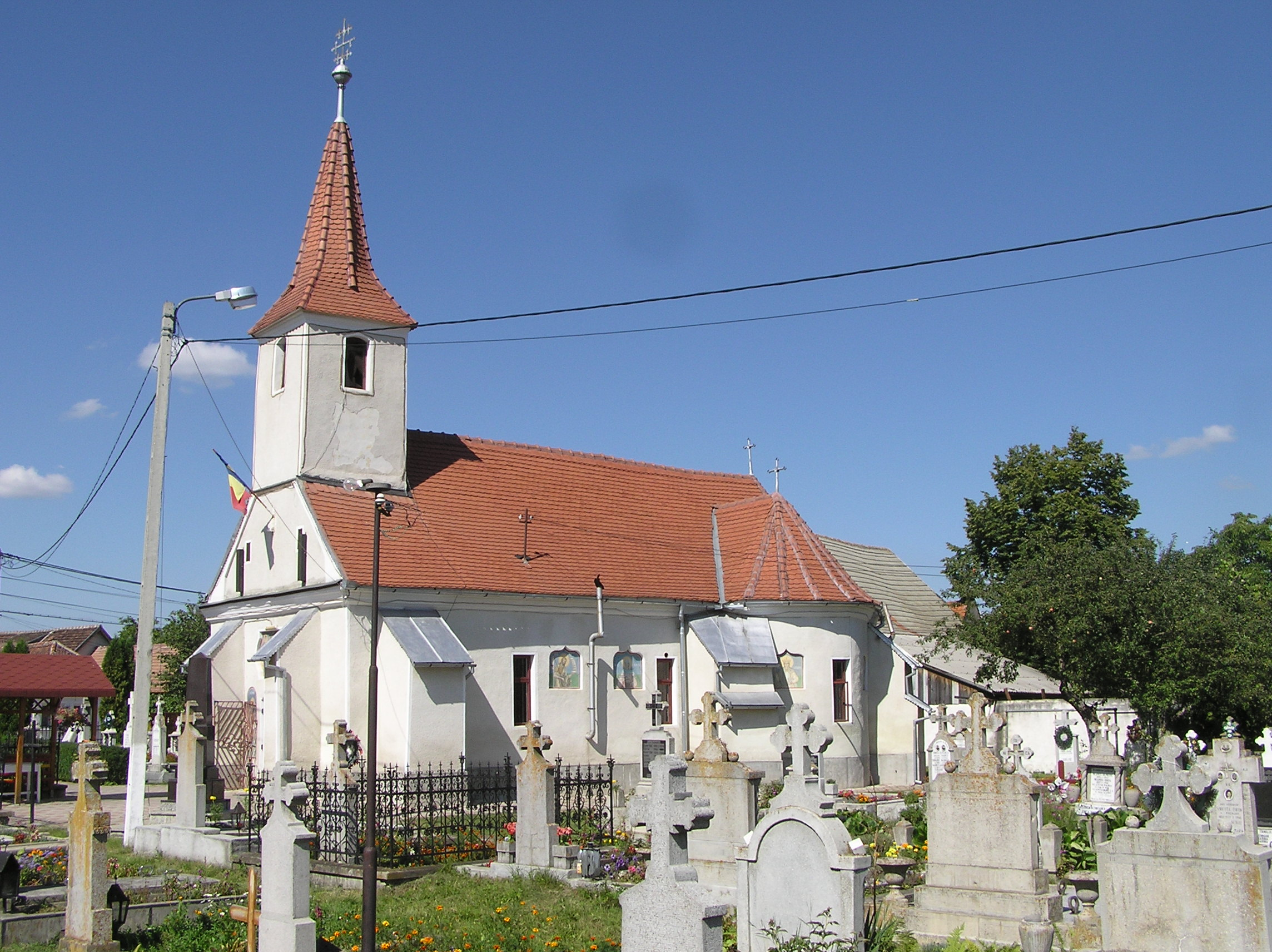
Alte orthodoxe Kirche
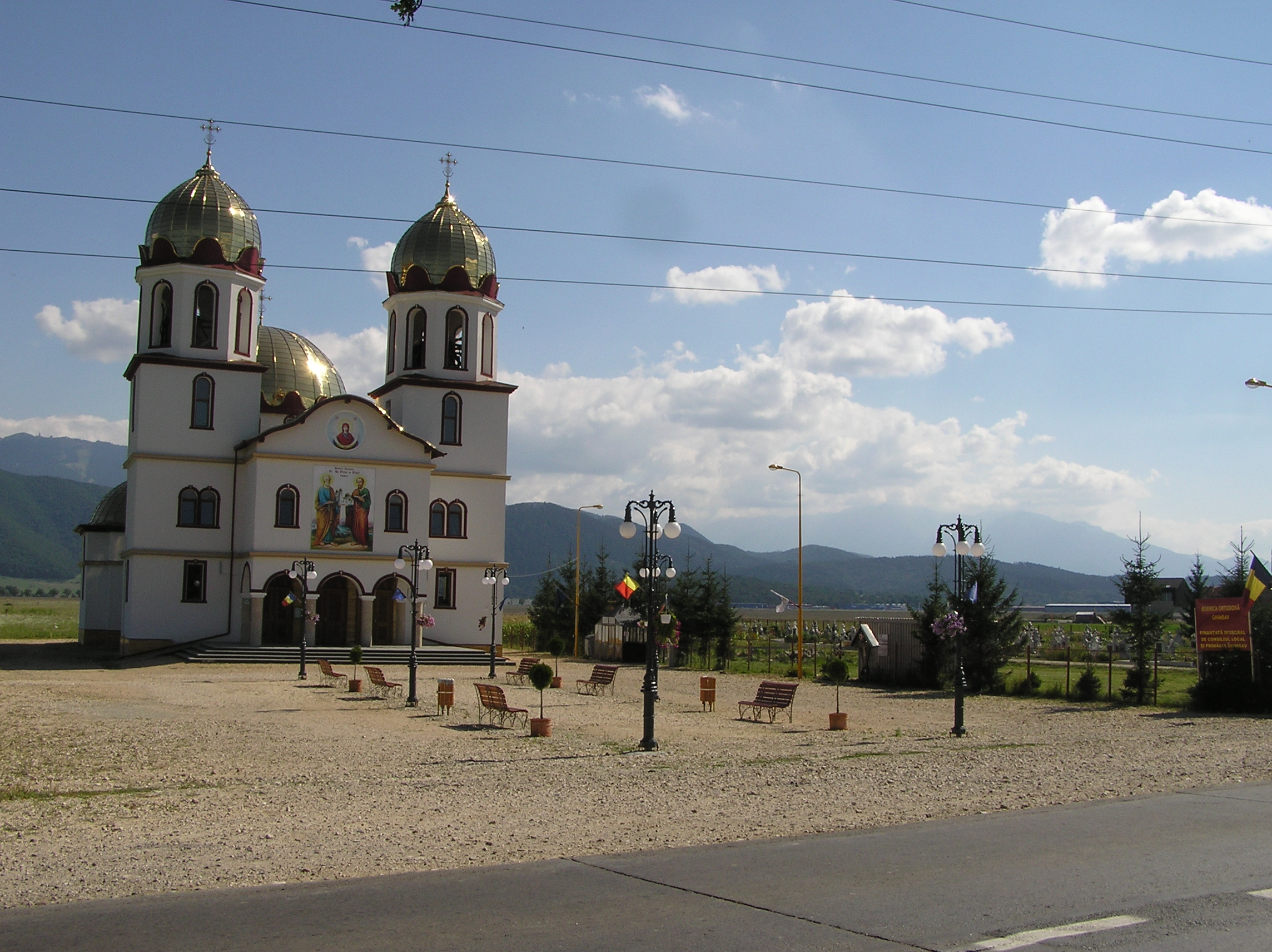
Neue orthodoxe Kirche